# Historiska byggnadsmaterial
Före den industriella revolutionen användes ca 20–30 olika material vid uppförande av byggnader. Efter 1920 används ca 20 000 olika material i samband med byggnationer och senare har andelen olika material ökat. Många av dessa material och produkter finns under en kort period och beskrivs med ett produktnamn som ej talar om vad det består av.
Byggnadsmaterialen kan berätta om byggherrens och samhällets villkor. Byggnadsverksamhet har alltid styrts av faktorer som tillgång, efterfrågan och ekonomiska resurser. I valet av byggnadsmaterial och gestaltning uttrycker byggherren både estetiska preferenser och social ambition. Byggnader avspeglar dessutom det samtida samhällets ekonomiska förhållanden. Ett papptak anger till exempel att byggnaden är av enkelt slag medan ett kopparplåttak ger information om att byggherren varit välbärgad. De påkostade sandstensportalerna på slott och kyrkor i Mälardalen kan säga något om hur de svenska härjningarna på kontinenten under 1600-talet skapade ett överflöd av rikedomar.

## Från råvara till förädlat material
Sten, trä, växtfiber, lera, grus och sand är exempel på råvaror som används att bygga med. Före den industriella revolutionen vid 1800-talets mitt hämtades som regel byggmaterialet från naturen nära byggplatsen. Där det till exempel finns lerfyndigheter kan man i äldre väggar se lerklining, lersten eller tegel. Fanns det gott om natursten använde man det istället. Där det fanns stora skogar använde man timmer i väggarna.
Konsten att utnyttja olika kraftkällor för att utvinna, bearbeta och förädla material har ständigt utvecklats. Vatten- och vindkraft ersattes av hästdrivna maskiner, ångkraft, bensinmotorer och så vidare. Den industrialisering av råvarutvinningen som började vid 1800-talets mitt gjorde det möjligt att utvinna större kvantiteter än tidigare. Under äldre tider var arbetskraften som regel billig och materialet dyrt. Idag är det ofta tvärtom: Dyr arbetskraft och billig råvara. Numera är produktionen ofta styrd av datorteknik vilket kan minska arbetsinsatserna.
Äldre material är inte alltid av god kvalitet. Med städernas uppbyggnad under 1800-talets slut och vid sekelskiftet 1900 växte efterfrågan på byggmaterial. Industrimagnaterna tjänade mycket pengar som de satsade i nya fabriker för materialframställning. Det växande behovet av byggnadsmaterial förde med sig att även produkter av dålig kvalitet gick att sälja, vilket är ett problem i dagens byggnadsvård. Men även före industrialismen slarvade man ibland med material när efterfrågan var större än tillgången. Den sandsten som användes på 1600-talet är till exempel av varierande kvalitet. Efterfrågan var stor och all sten gick att sälja. Skadorna vi ser i vår tid behöver inte bara bero på ålder utan helt enkelt på att stenen inte alltid höll måttet. 
Förädlade byggmaterial utgörs av råvaror som förändrats och bearbetats. Kalkbruk är vårt äldsta strukturförändrade material. Det består av sand eller grus, bränd kalksten och vatten. Det var med 1100-talets kyrkobyggande som kalkbruket kom till Norden. Kalkbruket var en förutsättning för att kunna mura stenhus och därför en eftertraktad vara som fraktades långa vägar. 
Den industriella revolutionen medförde en enorm teknisk utveckling. Många nya produkter såg dagens ljus – cement, gjutjärn och stål. Senare kom olika plastprodukter. I och med att maskinerna utvecklades och järnvägen byggdes ut under 1800-talets andra hälft kunde råvaruuttaget mångdubblas och frakterna bli effektivare. Befolkningsökningen och det tillväxande kapitalet drev på utvecklingen.
Flera av 1900-talets byggnadsmaterial har redan utgått ur produktionen och kan vara svåra att återskapa när det moderna byggnadsbeståndet ska tas omhand. Många byggnadsmaterial utgör biprodukter från industrin. Rödfärg och slaggsten är båda förädlade restprodukter från gruvindustrin. Från sågverken har man kunnat hämta sågspån till isolering. Tillverkningsprocesserna för de förädlade materialen kan ha upphört eller förändrats och det kan vara svårt att få tag i likvärdiga byggnadsmaterial. Rödfärg tillverkas helt annorlunda nu än tidigare och slaggsten kan man bara få tag på genom att återanvända gammal sten.

## Synen på material
Många byggnadsmaterial och tekniker är imiterande: de vill likna något annat än vad de är. Man har ofta försökt ge ”enklare” material en illusion av att höra hemma i högreståndsmiljöer. Rödfärg användes för att imitera tegel medan gula putsade fasader skulle föreställa sandsten. Gulocker användes på snickerier för att imitera ekträ. På 1600- och 1700-talet blev olika marmorsorter populära och då målades marmorimitationer både ut- och invändigt. Träimiterande ådermålning var populärt långt in på 1900-talet. I gjutjärnstekniker göts kolonner med mera som sedan målades så att de liknade stenpelare.
Influerade av nationalromantiken propagerade arkitekterna runt sekelskiftet 1900 för ”äkta” material som sten, trä och tegel. Motsvarande idé återfinns i vår tid med modet att luta av möbler och snickerier. De senaste decennierna har vi sett mexitegel som efterliknar sten, plåtpanel som imiterar panel i trä, plåt och betong som föreställer taktegel, falska träbalkar i skumplast eller skivmaterial som härmar tegel. Marmorering och ådermålning har åter blivit populärt.

## Material
- Ag
- Akrylatfärg
- Alkydfärg
- Aluminium
- Animaliska lim
- Asbest
- Asbestcement
- Asfalt
- Asfaltpapp

- Bark
- Basalt
- Benlim
- Betong
- Bets
- Bitumen och tjäror
- Björk
- Bly
- Bomull
- Brons
- Byggpapp
- Cement
- Cementfärg
- Cylinderglas

- Diabas
- Diorit
- Duroplast

- Ek
- Eternit

- Fisklim
- Furu
- Färger
- Förhydningspapp

- Gabbro
- Gasbetong
- Gips
- Gjutjärn
- Glas
- Glasfiber
- Glasull
- Glutinlim
- Gnejs
- Gran
- Granit
- Gräs
- Gummi
- Gyllenläder

- Halm
- Hampa
- Hudlim
- Husblosslim

- Intarsia
- Internit
- Invarit

- Jute
- Järn och stål

- Kakel
- Kalk
- Kalkcementfärg
- färg
- Kalksten
- Kaseinlim
- Klinker
- aska
- slagg
- Koppar och kopparlegeringar
- Kork och näver
- mattor
- parkett
- plattor
- Kronglas
- Kryssfanér
- Kutterspån
- Kvartsit

- Lack
- Laminat
- Lera
- Lerkling
- Limfärg
- Limträ
- Lin
- Linne
- Linoleum
- Linolja och linoljefärg
- Läder
- Lättbetong
- Lättklinker
- Lättmetall

- Marmor
- Masugnsslagg
- Metaller
- Mineralfibermaterial
- Mineralull
- Mässing

- Natursten
- Näver

- Papp
- Papper
- Perstorpsplatta
- Plast– och gummimaterial
- Plastfärg
- Plywood
- Plåt
- Polymermaterial
- Porfyr
- Porslin
- Puts

- Revetering
- Rostfritt stål
- Rödfärg
- Rödgods

- Sandsten
- Siden
- Silikatfärg
- Silke
- Skiffer
- Skumbetong
- Slaggmaterial
- sten
- ull
- Slamfärg
- Smidesjärn
- Spritputs
- Spån
- smaterial
- Spånskivor
- spännpapp
- Spännväv
- Sten
- Stenkolstjära
- Stråmaterial
- Stuck
- Stål
- Sågspån
- Sågspånsbetong

- Taknäver
- Takpapp
- Takplåt
- Takspån
- Tall
- Tapeter
- Tegel
- Temperafärg
- Termoplast
- Tjära
- Tjärpapp
- Torv
- Trä
- Träfiberskivapapp
- Träfiberskivor
- Trätjära
- Träullsplattor
- Täljsten

- Ull
- Underlagspapp

- Vass
- Vattenglas
- Välljärn
- Vällugnsslagg

- Ylle

- Zink

## Källa
Materialfrågor
Hantverket i gamla hus, Byggförlaget i samarbete med Svenska föreningen för byggnadsvård.
Stockholm 1998
Natursten i byggnader 1993-97. RAÄ.
Centrum för byggnadsvård Reservdelar till gamla hus 199?
Tradition och byggproduktion Gammal kunskap för nutida byggande Slutrapport 1996
Bach, L-P. Linoleum-korkmattor, Byggnadskultur (2001:1)
Restaureringsfrågor
Kirkeby, I.M, Modet mellem nyt og gammelt 
Köpenhamn 1998
Autenticitet, Kulturmiljövård 4.1994
Unnerbäck, A. Kulturhistoriskt värde. Kulturmiljövård 1-2.1995 
Lagar och förordningar
Skyddet av kulturmiljön
Slutbetänkandet av Kulturarvsutredningen 1996
Byggnadsminnesförklaring. Allmänna råd till 3 kap. lagen om kulturminnen m.m.
1991 RAÄ.
Antikvarisk kontroll
Byggnadsminnen, kyrkor m.m.
Allmänna råd
1999 RAÄ
Byggnadsarkeologi
Andersson, K. och Rosenkvist( Hildebrand), A..1980(2:a upplagan 1988).
Handledning vid byggnadsarkeologisk undersökning. Det murade huset.
Dokumentation och Restaurering
Byggnadsarkeologiskt seminarium. 
Rapport RAÄ1989:1
Eriksdotter, G. 1996.Dalby kungsgård , byggnadsarkeologisk undersökning, dokumentation över renoveringsarbetena 1994-95. Kulturen, Lund.
Gardelin, G.1997 Glimmingehus. Byggnadsarkeologisk undersökning 1997. Lunds universitets historiska museum. Rapport 4.
Sjömar, P. Hansen, E.Storsletten, O.Byggnadsuppmätning, historik och praktik Rapport RAÄ 2000
Gardelin, G. 1995 Linköpings domkyrka. Värdering av domkyrkans exteriör. En byggnadsarkeologisk undersökning. Rapport RAÄ 
Dateringsmetodik
Gräslund, Bo Relativ datering Uppsala 1994